# Широбоков, Михаил Васильевич
Михаил Васильевич Широбоков (1898—1986) — советский военачальник, генерал-майор танковых войск. Командующий  19-го танкового корпуса, участник Первой мировой, Гражданской и Великой Отечественной войн.

## Биография
Родился 8 ноября 1898 года в Борисоглебске, Тамбовской губернии.
С 1916 года после окончания учебной команды  287-го Калужского пехотного батальона был призван в ряды Российской императорской армии в звании старшего унтер-офицера был участником Первой мировой войны в составе воевал на Западном фронте в должности взводного командира 5-й роты Троицкого 107-го пехотного полка. 
С 1917 года призван в ряды Красной гвардии и с 1918 года в ряды РККА, участник Гражданской войны в составе 1-го Минского добровольческого красногвардейского отряда в должности ротного командира. С апреля по август 1918 года — военный комиссар военного комиссариата Борисоглебского уезда. С августа по декабрь 1918 года — ротный командир 1-го советского стрелкового полка, воевал с частями генерала П. Н. Краснова. С 1918 по 1919 год — ротный командир 118-го Курземского полка 16-й Ульяновской Краснознамённой стрелковой дивизия имени В. И. Киквидзе. С 1919 по 1920 год — ротный и батальонный командир Борисоглебского караульного батальона. С 1920 по 1923 год обучался в 5-й Киевской пехотной школе, в составе школы был участником борьбы с вооружёнными частями А. С. Антонова и Н. И. Махно.
С 1923 по 1932 год служил в войсках Украинского военного округа в должностях взводного командира 6-го полка связи и командир учебного взвода 5-й Киевской пехотной школы. С 1926 года служил в составе 46-й стрелковой дивизии в должностях ротного и батальонного командира 138-го Переяславского полка.
С мая по сентябрь 1932 года обучался на ЛБТКУКС. С 1932 по 1934 год служил в составе 45-го механизированного корпуса в должности командира танкового батальона школы младшего комсостава. С 1934 по 1937 год служил в составе 96-й стрелковой дивизии в должности командира отдельного танкового батальона. С 1936 по 1937 год обучался на КУКС при Военной академии бронетанковых войск РККА имени И. В. Сталина. С 1937 по 1938 год — командир 3-го танкового батальона 22-й отдельной механизированной бригады. С 1938 по 1940 год — помощник командира 4-й легкотанковой бригады по строевой службе и одновременно начальник курсов младших лейтенантов при этой бригаде.
С апреля по июль 1940 года — командир 24-го танкового полка 58-й моторизованной дивизии. С июля по декабрь 1940 года — командир 15-го танкового полка 8-й танковой дивизии. С 1940 по 1941 год — командир 39-й отдельной легкотанковой бригады. 
С марта по сентябрь 1941 года — командир 40-й танковой дивизии в составе 19-го механизированного корпуса 5-й армии Юго-Западного фронта, с 24 июня   дивизия вступила в бой западнее города Ровно, а 26 июня, участвуя в контрударе механизированных корпусов Юго-Западного Фронта, дивизия вела встречный бой с немецкой 13-й танковой дивизией, а 27 июня после отхода дивизия отбивала атаки 13-й танковой и 299-й пехотной дивизий противника. С 10 по 14 июля дивизия принимала участие в контрударе Новоград-Волынском направлении против 99-й лёгкой и 298-й пехотных дивизий противника. Затем до 5 августа дивизия оборонялась на рубеже Коростенского укрепрайона. С 5 сентября по 22 октября 1941 года — командир 11-й танковой бригады. С октября 1941 по 16 марта 1942 года — командующий автобронетанковыми войсками 56-й армии, с 17 ноября по 2 октября 1941 года в ходе  Ростовской наступательной операции М. В. Широбоков являлся командующим  танковой группой этой армии. С марта по май 1942 года находился в распоряжении начальника Управления кадров ГАБТУ КА, в качестве представителя этого главка входил в состав оперативной группы по оказанию помощи Москве, был участником Московской битвы.
С мая по декабрь 1942 года — заместитель командующего 61-й армии по танковым войскам. С декабря 1942 по март 1944 года — заместитель командующего, с 29 декабря 1942 по 5 января 1943 года — исполняющий обязанности командующего 19-го танкового корпуса в составе Центрального и Южного фронтов, был участником  Курской стратегической оборонительной операции, Орловской и Мелитопольской стратегической наступательной операции. С марта по июнь 1944 года — заместитель командующего 9-го гвардейского механизированного корпуса. С июня по ноябрь 1944 год — командующий танковыми и механизированными войсками 2-го Белорусского фронта, участвовал в Белорусской наступательной операции. С ноября 1944 по март 1945 года — командующий танковыми и механизированными войсками 4-го Украинского фронта, участвовал в  его составе принимал участие в Западно-Карпатской стратегической наступательной операции. С 1945 по 1946 год — заместитель командующего танковыми и механизированными войсками Львовского военного округа.
С 1946 года в запасе.
Скончался 7 октября 1986 года во Львове.

## Награды
- Орден Ленина (21.02.1945)
- два ордена Красного Знамени (27.03.1942, 03.11.1944)
- Орден Отечественной войны I степени (1985)
- Медаль «XX лет РККА» (1938)
- Медаль «За оборону Москвы» (01.05.1944)
- Медаль «За победу над Германией в Великой Отечественной войне 1941—1945 гг.» (09.05.1945)
- Медаль «В память 800-летия Москвы» (1947)
- Медаль «30 лет Советской Армии и Флота» (1948)[11][8][1]